# Tanghetto
Tanghetto è un gruppo musicale argentino, originario di Buenos Aires, facente parte della scena del tango nuevo.
Lo stile musicale del gruppo si esprime principalmente attraverso il tango e la musica elettronica, con influenze jazz e pop.

## Storia del gruppo
Il progetto nasce nel 2003 dal produttore e compositore Max Masri. La sua formazione include bandoneón, violoncello, pianoforte, chitarra, sintetizzatori e batteria. Principali caratteristiche della musica dei Tanghetto (quasi interamente strumentale) sono la marcata presenza di melodie e di strutture che ricordano quelle delle canzoni e il bilanciamento tra i suoni acustici ed quelli elettronici.
Nel 2003 i Tanghetto hanno pubblicato il primo album dal titolo Emigrante (electrotango), che nel 2004 è stato nominato per il Latin Grammy e nel 2006 ha conquistato un disco di platino in Argentina.
Nel dicembre 2004 alcuni componenti del gruppo lavorarono in un progetto parallelo, chiamato Hybrid Tango, un album intriso di elementi non appartenenti alla cultura musicale di Buenos Aires, come il flamenco, il candombe e il jazz. Anche questo disco è stato nominato al Latin Grammy.
Nell'ottobre 2005, dalla collaborazione tra i Tanghetto e diversi dj della scena elettronica argentina, è nato l'album Buenos Aires Remixed, che contiene 12 remixes di brani dei Tanghetto appartenenti ad altri dischi, più due cover di famose hit electropop: Enjoy the Silence (Depeche Mode) e Blue Monday (New Order). La versione di "Blue Monday" raggiunse nel 2006 i primi posti nelle chart radiofoniche alternativi degli Stati Uniti.
Nel 2005 è stato pubblicato il primo videoclip della band, "Tangocrisis", che conteneva immagini delle sommosse popolari e della repressione della polizia nel dicembre 2001 a Buenos Aires. Il secondo video, Barrio Sur fu il primo ad essere diffuso su MTV.
Nel luglio 2006 è stato pubblicato il primo DVD, Live in Buenos Aires.
Dopo diversi tour in Europa e nel continente Americano, nel marzo 2008 il gruppo ha registrato un altro album di studio, El Miedo a la Libertad, il cui nome si ispira all'omonimo saggio di Erich Fromm (titolo italiano Fuga dalla libertà). Il disco ha vinto nel 2009 il Premio Gardel, equivalente argentino del Grammy.
Nel novembre 2009 la band ha pubblicato un nuovo album, dal titolo "Más allá del Sur". Secondo il sito ufficiale del gruppo, questo lavoro rappresenta "un approccio alle radici del tango più tradizionale, senza abbandonare il sentiero dell'innovazione".

## Formazione

### Formazione attuale

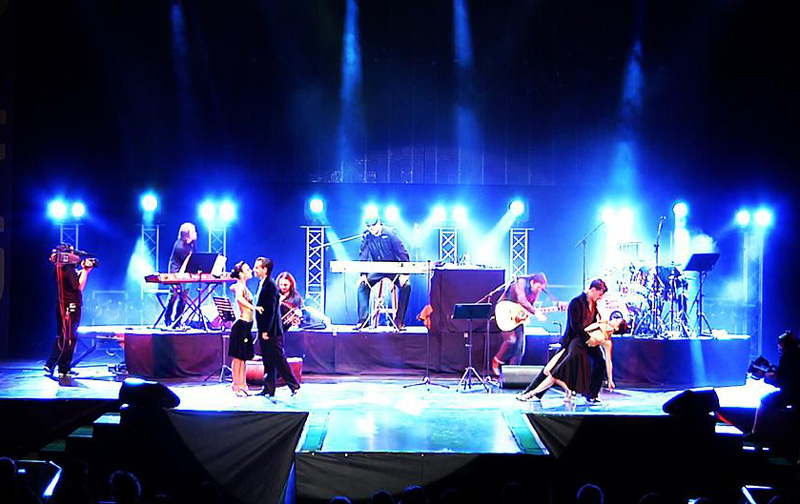
Tanghetto live - Latinoamericando Expo 2013, Milano

- Max Masri - sintetizzatori, programmazione, composizione e produzione
- Diego S. Velázquez - chitarra elettrica ed acustica, basso, composizione ed arrangiamenti

### Ospiti
- Chao Xu - violoncello ed erhu
- Federico Vazquez - bandoneón
- Antonio Boyadjian - pianoforte
- Daniel Corrado - batteria e percussione
- Martin Cecconi - bandoneon
- Aldo Di Paolo - pianoforte
- Alessio Santoro - batteria e percussione
- Leandro Ragusa - bandoneon
- Matias Rubino - bandoneon
- Claudio Riva - chitarra

## Discografia

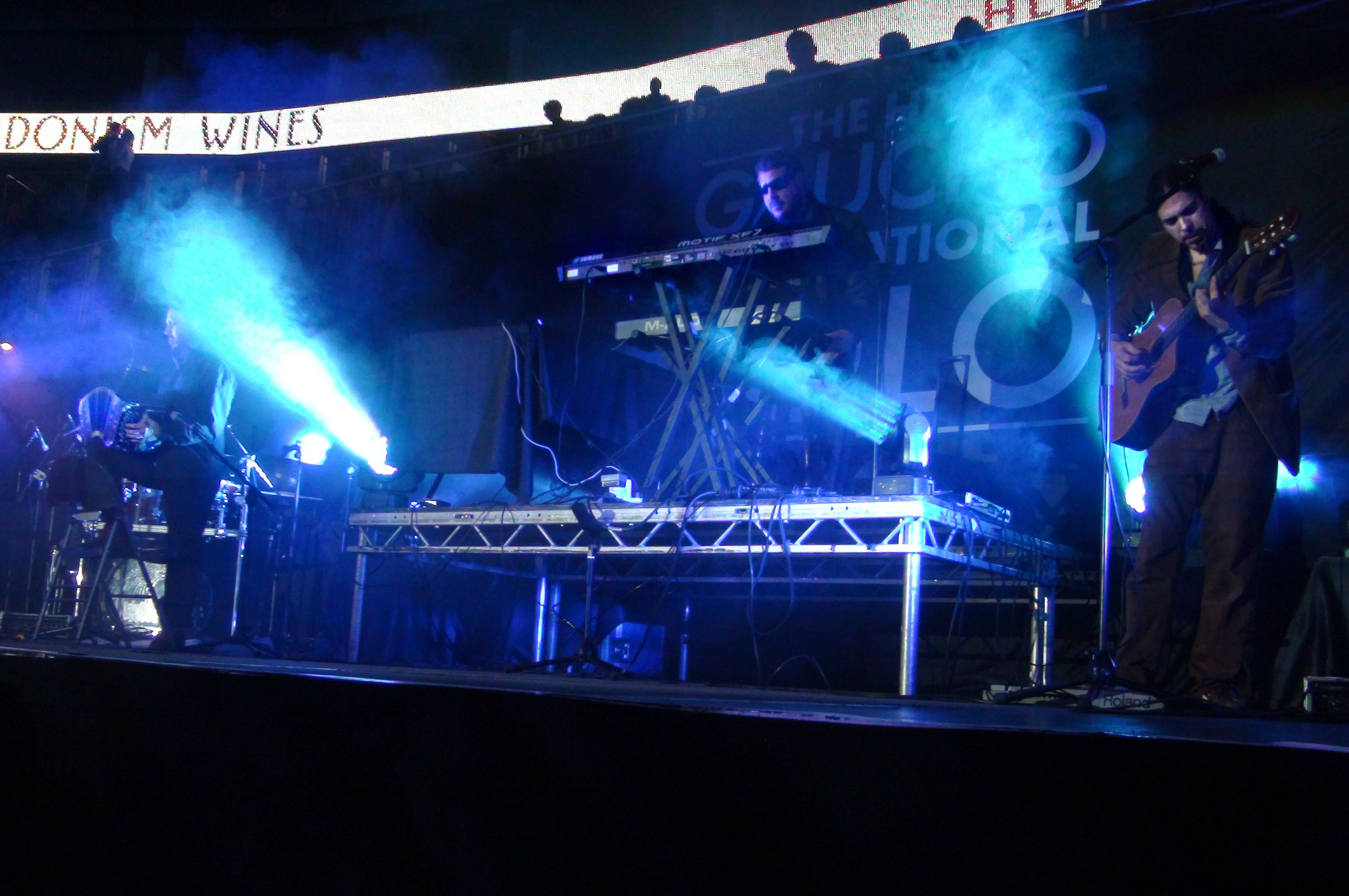
Tanghetto live all'O2 Arena - Londra (2013)

### Album in studio
- 2003 - Emigrante (electrotango)
- 2004 - Hybrid Tango
- 2005 - Buenos Aires Remixed
- 2008 - El Miedo a la Libertad
- 2009 - Más Allá del Sur
- 2013 - Incidental Tango
- 2014 - Hybrid Tango II
- 2015 - Progressive Tango

### Raccolte
- 2005 - Tangophobia Vol. 1

### Album dal vivo
- 2011 - VIVO
- 2012 - VIVO Milonguero

## Videografia

### DVD
- 2006 - Live in Buenos Aires

### Videoclip
- 2005 - Tangocrisis
- 2006 - Barrio Sur
- 2006 - Biorritmo
- 2006 - Montevideo
- 2007 - Blue Monday
- 2007 - Mente Fragil
- 2008 - Alexanderplatz
- 2008 - El Duelo
- 2009 - Buscando Camorra

## Premi
| Anno | Album                    | Premio              | Categoria                                       | Risultato |
| ---- | ------------------------ | ------------------- | ----------------------------------------------- | --------- |
| 2004 | Emigrante (electrotango) | Latin Grammy Awards | Best instrumental album                         | Nominati  |
| 2005 | Hybrid Tango             | Latin Grammy Awards | Best tango album                                | Nominati  |
| 2009 | El Miedo a la Libertad   | Premios Gardel      | Mejor album de tango electronico                | Vincitori |
| 2010 | Más Allá del Sur         | Premios Gardel      | Mejor album instrumental / fusion / world music | Nominati  |
| 2011 | VIVO                     | Premios Gardel      | Mejor album de tango alternativo                | Nominati  |
| 2012 | VIVO Milonguero          | Premios Gardel      | Mejor album de tango alternativo                | Vincitori |
| 2013 | Incidental Tango         | Premios Gardel      | Mejor album de tango alternativo                | Nominati  |